# Кернер, Ганс-Юрген
Ганс-Юрген Кернер  (Hans-Jürgen Kerner) — выдающийся немецкий,  международно-признанный   криминолог - родился 8 декабря 1943г. в   г. Херксхайм-бай-Ландау /Пфальц.
В 1963-1968 г.г.  Г.-Ю. Кернер изучал право в университетах городов Мюнхена, Берлина и Тюбингена. В 1973 г. в университете г. Тюбинген  стал доктором права. В 1975 г. в  г. Тюбинген получил разрешение  на преподавание (Venia legendi) криминологии, правосудия по делам несовершеннолетних, уголовного права и процесса, уголовно-исполнительного права.
В 1975 г.  стал профессором криминологии на юридическом факультете в  университете г. Билефельд и членом Ученого Совета факультета. С 1977 г. он  профессор криминологии, права детей и молодежи, уголовно-исполнительного права Гамбургского университета, а также директор семинара по праву детей и  помощи молодежи названного университета. В 1979-1980 г. г. был судьей на общественных началах в составе Высшего  Ганзейского суда (г. Гамбург). В 1980г.  становится  заведующим кафедрой криминологии в университете г. Гейдельберг и  директором Института криминологии того же университета. В 1982-1984 г. г.  - декан юридического факультета Гейдельбергского университета.
Г.-Ю. Кернер был приглашенным профессором нескольких университетов:  Саутгемптонского (Англия), Пекинского  (Бейде) (Китай), Пенсильванского (США), Мельбурнского  (Австралия) и Кембриджского Англия).
Г.-Ю. Кернер в браке  с 1975 г. , с 1963г. -  член католического братства (katholische Studentenverbindung  KDStV  Tuiskonia München).
В центре наукчного внимания Ганса-Юргена Кернера находятся сравнительные исследования жизненных путей преступников и преступных карьер (Tübinger Jungtäter-Vergleichuntersuchung), меры амбулаторного характера, преступность (в т. ч. рецидивная) несовершеннолетних,  прикладная криминология, статистика преступности и организованная преступность.
Г.-Ю. Кернер является инициатором создания криминологического банка данных «KrimDok». Это первый в Германии банк данных криминологической литературы, он обслуживается Институтом криминологии Тюбингенского университета в сотрудничестве с Институтом криминологии Гейдельбергского университета. «KrimDok» —  библиографическая система учёта, которая отражает криминологическую литературу со всего мира. Наиболее полно представлены немецкоязычные источники — примерно 138 000 наименований.
С 1983 по 1986 г. г. Г.-Ю. Кернер был представителем Федеративной Республике Германия в научном комитете Европейского комитета по проблемам преступности (CDPC) Совета Европы в г. Страсбург. В 1982—2009 г. г. он президент Ассоциации социальной работы, уголовного права и политики в вопросах преступности (DBH-Fachverband). Был одним из организаторов международных криминологических конгрессов в г. Вена в 1983 г., в г. Гамбург в 1988 г., в г. Будапешт в 1993 г. и в г. Сеул в 1998 г. В 1987—1989 г. г. Г.-Ю. Кернер участвует в работе Комиссии по вопросам насилия при Правительства ФРГ, Комиссии Правительства ФРГ по «Первому периодическому докладу о безопасности (2001 г.)», «Второму периодическому докладу о безопасности (2006 г.)». В 2004—2007 гг. был соучредителем Европейского общества криминологии (ESC), избраля президентом, президентом — организатором 6-го Конгресса 2006 в г. Тюбинген.

Г.- Ю. Кернер активен и в иных организациях и ассоциациях: с 1993 г. он соучредитель и председатель Германского фонда по предупреждению преступности и помощи лицам, совершившим наказуемые деяния; с 1993 г. - член исследовательской группы общества внесудебного примирительного урегулирования конфликта между преступником и его жертвой (университеты Гиссена, Бремена, Гейдельберга, Констанца, Марбурга и Тюбингена).  С 1997 г. - член научно-исследовательского консультативного совета Института криминалистики Федерального  управления уголовной полиции в г. Висбадене; с 1998г. - член Международной исследовательской группы «Молодежные группы и банды в Европе» (Евровидение); он постоянный член Совета директоров Международного общества криминологии в Париже (ISC/sic); член специализированной юридической группы  Германского исследовательского общества (DFG)  и один из двух отобранных основных оценщиков прикладных программ в области криминологии (срок полномочий 2008 – 2011г.г).
Г.-Ю. Кернер является пожизненным членом  специализированных обществ: Международного общества криминологов; Американского общества криминологии; Академия наук в области уголовного правосудия; Китайского общества исследований преступности несовершеннолетних.
Г.-Ю. Кернер  удостоен следующих почестей и наград:
1973г. - премия университета г. Тюбинген за особо выдающуюся диссертацию;
1990 г. -   орден «Крест за заслуги с ленточкой»  Федеративной Республики Германии за продолжительную самоотдачу в сфере уголовной юстиции, пробации и добровольной помощи лицам, совершившим наказуемые деяния;
1999г. - премия супругов Шелдон  и Элеоноры  Глюк Американского общества криминологов  за выдающиеся научные заслуги в криминологии;
1999г. - пожизненный почетный президент Международного общества криминологов;
2002г. - награда Всекитайского общества по исследованию преступности несовершеннолетних - за выдающийся вклад в международные научные обмены;
2008г.- лауреат премии  Эмиля Дюркгейма Международного общества криминологов за научные труды, которым посвятил всю жизнь и, в частности, за способствование социально-научному пониманию преступности и криминологии;
2008г. -  международная академическая премия Отдела международной криминологии Американского общества криминологов за особые достижения в международном криминологическом сотрудничестве  в области исследований и обучения.
   Кернер профессионально владеет английским языком, имеет ряд публикаций в специализированных изданиях США и Великобритании.
Ссылки
- Webseite von Hans-Jürgen Kerner (Universität Tübingen)
- Kriminologischen     Dokumentation KrimDok
- Literatur von und über Hans-Jürgen Kerner im Katalog der Deutschen     Nationalbibliothek
- "Junge Gewalttäter sind keine Monster" -     Artikel Spiegel Online
- Німецький конгрес запобігання злочинності